# Descartes (Indre-et-Loire)
Descartes település Franciaországban, Indre-et-Loire megyében. Lakosainak száma 3289 fő (2022. január 1.). Descartes Abilly, La Celle-Saint-Avant, Civray-sur-Esves, Cussay, Marcé-sur-Esves, Neuilly-le-Brignon, Buxeuil, Les Ormes és Port-de-Piles községekkel határos.

## Népesség
A település népességének változása:
| Lakosok száma | 4267 | 4357 | 4120 | 3855 | 3689 | 3600 | 3489 | 3366 | 3331 | 3289 |
|               | 1968 | 1982 | 1990 | 2006 | 2013 | 2015 | 2017 | 2019 | 2020 | 2022 |

## Híres emberek
- Itt született 1596-ban René Descartes francia filozófus, természetkutató és matematikus